# Калинин, Михаил Николаевич
Михаил Николаевич Калинин (22 февраля 1937, д. Куземино, Ярославская область — 28 декабря 1995, там же) — советский военачальник, генерал-лейтенант.

## Биография
Родился в крестьянской семье. Отец — Николай Александрович, участник Великой Отечественной войны (1941—1945), умер от ран в феврале 1946. Мать — Ольга Ивановна, работала в колхозе.
Ходил в школу деревни Неньково, 7 классов окончил в селе Павлове, среднее образование получил в Борисоглебских Слободах.
С 1958 года, окончив Ташкентское высшее танковое командное училище, служил в танковых войсках Белорусского военного округа (1958—1966). В 1969 году окончил Военную академию им. М. В. Фрунзе, затем служил в Дальневосточном военном округе (1969—1978; 13.4.1976 — 17.7.1978 — командир 59-й отдельной мотострелковой бригады). В 1980 году окончил Академию Генерального штаба.
Служил начальником штаба 39-й армии (Забайкальский военный округ, 1980—1984), командующим 28-й армией (Гродно, 1984—1986), с апреля 1986 — начальником штаба Киевского военного округа. В этой должности 26 апреля 1986 года, уже через 3 часа после аварии, прибыл на Чернобыльскую АЭС и руководил началом работ по ликвидации аварии.
С 1988 года — первый заместитель Главнокомандующего Группы советских войск в Германии, с 1991 — первый заместитель командующего Киевским военным округом.
После распада СССР не стал присягать Украине («Клятву Родине уже давал, другая может быть предательством») и вышел в отставку. Жил с женой во Фрунзенском районе Ярославля, часто бывал в Куземино, где и скончался 28 декабря 1995 года. Похоронен на поселковом кладбище в Борисоглебском.

### Семья
Мать — Ольга Ивановна Калинина, отец — Николай Александрович Калинин. Жена — Нина Степановна Калинина. Дети — Николай (1960—1997) и Оксана.

## Награды
- два ордена Красной Звезды[1],
- медали,
- иностранный орден[источник не указан 3708 дней] и медали.

## Память

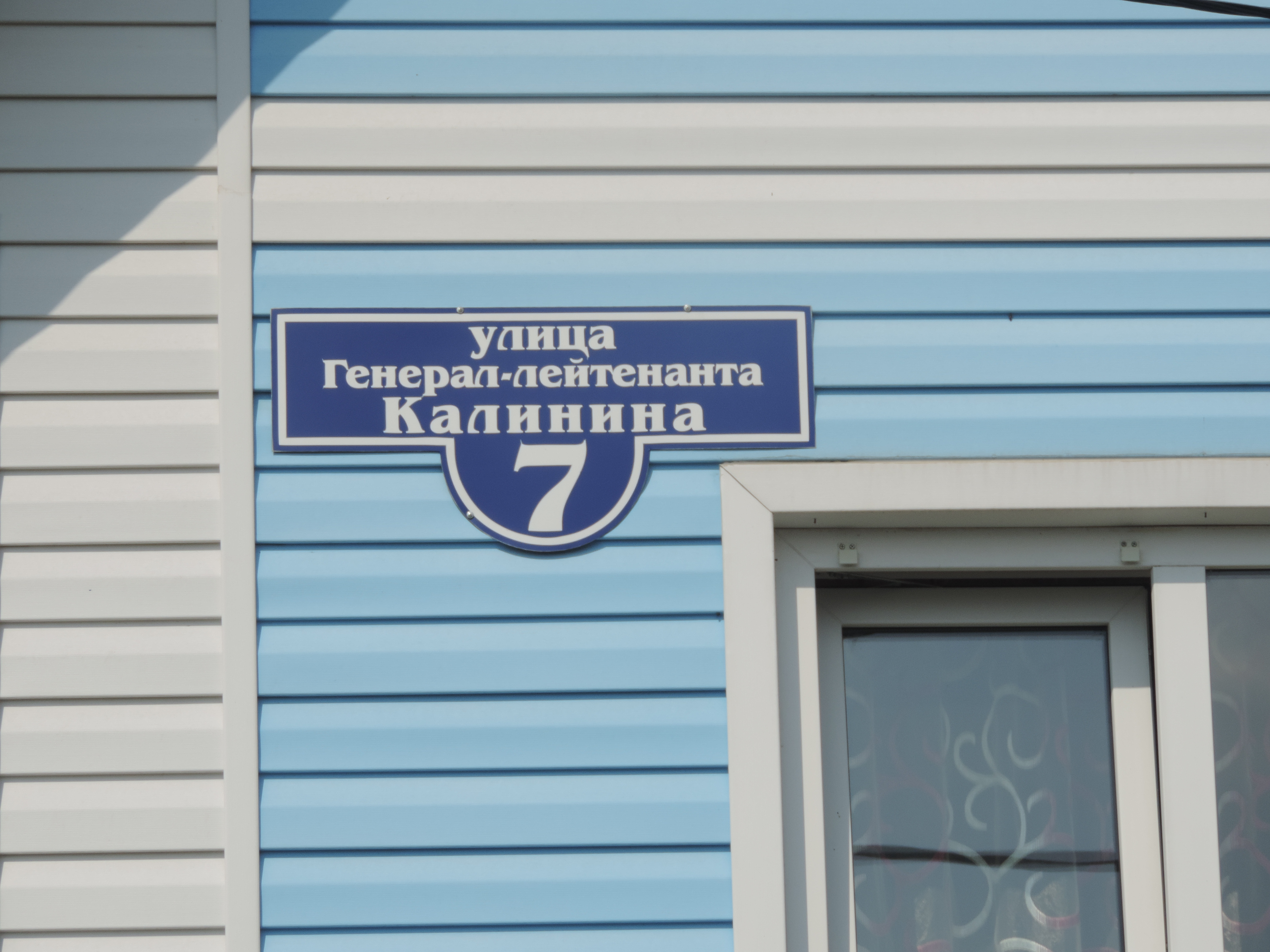
Улица имени генерал-лейтенанта Калинина Михаила Николаевича

Именем генерал-лейтенанта М. Н. Калинина названа улица в пос. Борисоглебский (Ярославская область).